# 嫌悪剤
嫌悪剤（けんおざい、Aversive agent）は、子供や動物が食べないように、有毒物質を含む日用品に添加される不快な味の物質である。嫌悪剤自体は有害ではなく、不快なだけである。例えば、子供が、エチレングリコールの甘味が付いている有毒な不凍液を食べないようにするために、嫌悪剤が添加されて不快な味を付けられる。嫌悪剤は、苦味剤と辛味剤の2つに大きく分類される。